# Gemma Jones
Jennifer Gemma Jones (Londres, 4 de Dezembro de 1942) é uma atriz britânica nascida na Inglaterra.
Seu nome real é Jennifer Jones, e é filha de Irene e Griffith Jones, um ex-agente policial. Ficou mais conhecida primeiramente no Reino Unido por ter interpretado a Imperatriz Frederick na série de TV Fall of Eagles, e Louisa Trota em The Duchess of Duke Street, ambas da BBC. Outros papéis notáveis incluem Lady Queensbury em Wilde, Grace Winslow em Winslow Boy, Pam Jones em Bridget Jones's Diary e Madame Pomfrey em Harry Potter and the Chamber of Secrets. Atualmente, interpreta Connie James em Spooks.

## Filmografia

### Televisão
- Fall of Eagles (1974)
- The Duchess of Duke Street (1976–1977)
- The Phoenix and the Carpet (1997)
- Bootleg (2002)
- Spooks (2007)
- Ballet Shoes (2007)
- The Secret Diaries of Miss Anne Lister (2010)

### Cinema
- The Devils (1971)
- Paperhouse (1988)
- Sense and Sensibility (1995)
- Feast of July (1995)
- Wilde (1997)
- The Theory of Flight (1998)
- The Winslow Boy (1999)
- Cotton Mary (1999)
- Don't Tempt Me (2001)
- Bridget Jones's Diary (2001)
- Harry Potter and the Chamber of Secrets (2002)
- Shanghai Knights (2003)
- Bridget Jones: The Edge of Reason (2004)
- Five Little Pigs (2004)
- Fragile (2005)
- The Contractor (2007)
- Harry Potter and the Half-Blood Prince (2009)
- You Will Meet a Tall Dark Stranger (2010)
- Forget Me Not (2010)
- Harry Potter and the Deathly Hallows: Part 2 (2011)